# Die zwölf alten Meister

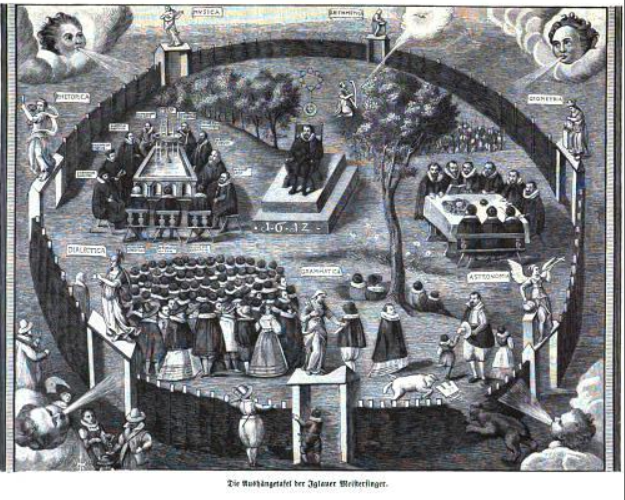
Die „zwölf alten Meister“ (links oben), Johann Weidhofer, Iglauer Postenbrief 1612

Die zwölf alten Meister wurden im Meistersang als Vorbilder verehrt. Dieser Katalog vorbildlicher Dichter war für die Meistersinger wichtig als ein Mittel, ihre Kunst mit dem Alten und Verbürgten zu verknüpfen.
Die Zahl Zwölf wird dabei in keiner der Aufzählungen explizit genannt, ergibt sich aber aus den jeweiligen Aufzählungen der Meistersinger, die aber im Detail variieren. Die Namensliste geht zurück auf Lupold Hornburg (14. Jh.) aus Würzburg. Laut ihm gehörten die folgenden Dichter, fast ausschließlich Vertreter der Sangspruchdichtung, zu den zwölf alten Meistern:
- Reinmar von Zweter
- Walther von der Vogelweide
- Neidhart
- Wolfram von Eschenbach
- Konrad von Würzburg
- Boppe
- Der Marner
- Regenbogen
- Heinrich von Meißen (Frauenlob)
- Friedrich von Sonnenburg
- Ehrenbote
- Bruder Wernher

Lupold Hornburgs erste Katalogstrophe lautet:
Her reimar, der wart nie so wert,

der siner ler nach vert.

her walther[s] done hur als vert

vor valschem löte sich wol wert.

her Nithart parat also wol, sam fundelt der von Esschenbach.

Von wirzeburg Cunrad, din swert

der kunste nieman hert;

du gie nie musen vm den hert.

min zunge des nit meines swert,

Daz der Boppe, der Marner sint auch an ir kunste mindert s wach.

Der regenboge den vrouwenlop bestunt gelicher wer.

Von Suneburg, [der] erenbot, Bruder weraher

sungen geschlehtes reht.

Nv ruch ich grober guten weg, daz ich bin vngerechtes siecht.

Got selber hot mit siechten Worten vns die lere geben,

wie daz wir streben

noch dem ewigen leben.

Gesanges frunt, ey, merkent eben,

wie daz der meister siechten sang gevinet hat mit Worten geben.

her reymar sang wol, waz her wolt, baz dann der tuesch in notte ie sprach.
Hans Folz postulierte schon um 1500, dass die Zahl der alten Meister erheblich höher sei als Zwölf, und dass man nicht mehr wisse, wer die „eigentlichen“ Zwölf gewesen seien.
Die Namensliste war auch Bestandteil der sogenannten „Ursprungssage“ des Meistergesanges. Nach diesem anonymen Meisterlied aus dem 16. Jahrhundert soll die Meisterkunst von zwölf Dichtern „erfunden“ worden sein, die Kaiser Otto I. 962 wegen des Vorwurfs der Ketzerei nach Paris zitiert habe, die dort aber das vom Kaiser aufgegebene Examen glänzend bestanden hätten.
Frauenlob – Regenbogen – Klingsor – Der Marner – Walther von der Vogelweide – Konrad von Würzburg – Wolfram von Eschenbach – Der Kanzler – Römer – Boppe – Der alte Stull – Heinrich von Afterdingen